# Герб Вишнівки (Коломийський район)
Герб Вишнівки — офіційний символ села Вишнівка, Коломийського району Івано-Франківської області, затверджений 27 січня 2023 р. рішенням сесії Заболотівської селищної ради. Герб є промовистим.
Автори — А. Гречило та В. Косован.

## Опис герба
У срібному полі під зеленою листкоподібною главою дві червоні вишні на з’єднаних зелених плодоніжках із такими ж двома листочками.

## Значення символів
Вишні є називним символом, який асоціюється з назвою поселення. Листкоподібна глава (на прапорі — лиштва) доповнює цю символіку та підкреслює багатство місцевої природи.